# Антъни де ла Роше
Антъни де ла Рошѐ (на английски: Anthony de la Roché), познат и като Антоан де ла Роше и Антонио де ла Рока, е английски търговец от 17 век. По време на търговско пътуване през 1675 г. от Европа за Южна Америка, буря го отклонява от курса му и така се натъква на антарктическия остров Южна Джорджия, с което открива първата земя южно от Антарктическата конвергенция.

## Произход
Роден е в Лондон, Великобритания, в семейството на френски хугенот и майка англичанка.

## Откриване на Южна Джорджия (1674 – 1675)
След като се сдобива с 350-тонен кораб в Хамбург и получава от испанските власти необходимото разрешение за търговия в испанските владения в Америка, Ла Роше се отбива на Канарските острови през май 1674 г. През октомври същата година той пристига в пристанището Каляо на Вицекралство Перу, като минава през протока Ле Мер и заобикаля нос Хорн.
По време на обратното пътуване, плавайки от остров Чилое (Чили) за бразилското пристанище Салвадор, през април 1675 г. Ла Роше заобикаля нос Хорн, но в района на остров Стейтън (Естадос) корабът му попада в буря и е отнесен далече на изток. В продължение на 2 седмици ла Роше намира убежище в един от южните фиорди на Южна Джорджия (вероятно Дригалски фиорд), след което благополучно отпътува за Бразилия, като по пътя посещава остров Гоф и става първият, стъпил на брега на острова. На 29 септември 1675 г. ла Роше благополучно пристига във френското пристанище Ла Рошел.
Откритият от ла Роше остров се появява на множество карти под името „остров Роше“, докато през 1775 г. е преименуван от капитан Джеймс Кук на „остров Джорджия“, което впоследствие остава във формата „Южна Джорджия“.

## Карти с остров Роше
- L'Isle, Guillaume de; J. Covens & C. Mortier. (1700/20). L'Amerique Meridionale Архив на оригинала от 2009-01-08 в Wayback Machine.. Paris.
- Chatelain, Henry A. (1705/19). Nouvelle Carte de Geographie de la Partie Meridionale de la Amerique Архив на оригинала от 2009-01-08 в Wayback Machine.. Amsterdam.
- L'Isle, Guillaume de & Henry A. Chatelain. (1705/19). Carte du Paraguai, du Chili, du Detroit de Magellan Архив на оригинала от 2009-01-16 в Wayback Machine.. Paris.
- Lens, Bernard & George Vertue. (ок. 1710). Map of South America Архив на оригинала от 2007-09-27 в Wayback Machine.. London.
- Price, Charles. (ок. 1713). South America corrected from the observations communicated to the Royal Society's of London and Paris Архив на оригинала от 2007-09-27 в Wayback Machine.. London.
- De Fer, Nicolas. (1720). Partie La Plus Meridionale de L'Amerique, ou se trouve Le Chili, Le Paraguay, et Les Terres Magellaniques avec les Fameux Detroits de Magellan et de le Maire. Paris.
- Homann Heirs. (1733). Typus Geographicus Chili a Paraguay Freti Magellanici. Nuremberg.
- Moll, Herman. (1736). A map of Chili, Patagonia, La Plata and ye South Part of Brasil. London.
- L'Isle, Guillaume de & Girolamo Albrizzi. (1740). Carta Geografica della America Meridionale Архив на оригинала от 2007-09-27 в Wayback Machine.. Venice.
- Seale, Richard W. (ок. 1745). A Map of South America. With all the European Settlements & whatever else is remarkable from the latest & best observations Архив на оригинала от 2009-01-16 в Wayback Machine.. London.
- Cowley. (ок. 1745). A Map of South America Архив на оригинала от 2009-01-08 в Wayback Machine.. London.
- Gibson, John. (1753). South America Архив на оригинала от 2009-01-08 в Wayback Machine.. London.
- Jefferys, Thomas. (1768). South America Архив на оригинала от 2007-03-13 в Wayback Machine.. London.

## Памет
Неговото име носят:
- връх Роше (54°00′ ю. ш. 38°02′ з. д. / 54° ю. ш. 38.033333° з. д., 365 м) на остров Бърд, край западния бряг на остров Южна Джорджия; [9]
- ледник Роше (78°32′ ю. ш. 85°39′ з. д. / 78.533333° ю. ш. 85.65° з. д.), в масив Винсън, Антарктида.